# Bäckhammar
Bäckhammar är en tätort och bruksort i Kristinehamns kommun.
Bäckhammar ligger 18 kilometer söder om Kristinehamns centrum. 

## Geografi
Bäckhammar och dess omedelbara omgivningar präglas av ett slättlandskap med jordbruk och barrskog, dock finns inslag med rätt stora lövskogar på 6-7 kilometers avstånd. Det är fem kilometer till Vänerkusten, och detta medför att klimatet ligger i ett gränsland.
Från Bäckhammar är det mindre än en mil till Örebro län i öster, och det är bara drygt en mil till Västra Götalands län i söder.
Avstånd till Karlstad 63 kilometer, till Örebro 71 kilometer, till Mariestad 59 kilometer.

## Historia

### Äldre historia
I närheten av Bäckhammar (söder om Visnums kyrka) finns gravhögar från äldre järnåldern.
Vid Barbrohöjden finns P-plats för vägfarande för att stanna till och bese högarna.
300 meter från Visnums kyrkas nuvarande läge fanns det fram till 1700-talet en träkyrka, ganska lik den år 2001 av en pyroman nedbrända Södra Råda gamla kyrka.

### Nyare historia
Krontorp gård anlade under 1680-talet en stångjärnshammare vid ån Visman som rinner genom orten, därav ortnamnet Bäckhammar (Hammaren vid Bäck (äldre hemman)).
1871 byggdes järnbruket om för tillverkning av sulfatmassa, vilket idag har utökats med bland annat tillverkning av kraftpapper. Bruket är numera sedan länge avskilt från Krontorps gård. 
1912 lämnade regeringen koncession på en järnväg från Kristinehamn via Hult och Bäckhammar till Otterbäcken. Banan hade då sammanstrålat vid Värmlands Säby med den då befintliga banan mellan Karlskoga och Otterbäcken (se Nora Bergslags Järnväg). Denna bana skulle då varit en förbättring av transportläget för Bäckhammars bruk. Banan kom emellertid aldrig att byggas.
Mellan åren 2000 och 2009 har orten förlorad hälften av arbetsplatserna vid pappersbruket på orten (Bäckhammars Bruk AB), sitt postkontor, biblioteksfilial och annan närtjänst.[källa behövs] Under samma tid har orten förlorad en fjärdedel av sin folkmängd.

## Befolkningsutveckling
| Befolkningsutvecklingen i Bäckhammar 1960–2020 | Befolkningsutvecklingen i Bäckhammar 1960–2020 | Befolkningsutvecklingen i Bäckhammar 1960–2020 | Befolkningsutvecklingen i Bäckhammar 1960–2020 | Befolkningsutvecklingen i Bäckhammar 1960–2020 |
| ---------------------------------------------- | ---------------------------------------------- | ---------------------------------------------- | ---------------------------------------------- | ---------------------------------------------- |
|                                                |                                                |                                                |                                                |                                                |
| År                                             |                                                |                                                | Folkmängd                                      | Areal (ha)                                     |
| 1960                                           | 1960                                           |                                                | 324                                            |                                                |
| 1965                                           | 1965                                           |                                                | 414                                            |                                                |
| 1970                                           | 1970                                           |                                                | 507                                            |                                                |
| 1975                                           | 1975                                           |                                                | 513                                            |                                                |
| 1980                                           | 1980                                           |                                                | 515                                            |                                                |
| 1990                                           | 1990                                           |                                                | 421                                            | 91                                             |
| 1995                                           | 1995                                           |                                                | 404                                            | 91                                             |
| 2000                                           | 2000                                           |                                                | 374                                            | 91                                             |
| 2005                                           | 2005                                           |                                                | 318                                            | 91                                             |
| 2010                                           | 2010                                           |                                                | 284                                            | 91                                             |
| 2015                                           | 2015                                           |                                                | 296                                            | 83                                             |
| 2020                                           | 2020                                           |                                                | 312                                            | 81                                             |
|                                                |                                                |                                                |                                                |                                                |

## Samhället
Bäckhammars centrum ligger ungefär 600 meter öster om riksväg 26, inlandsvägen(tidigare riksväg 64). Där finns bland annat dagligvaruaffär, folkets hus,ålders- och servicehem, och idrottsplan. 400 meter norrut för centrum ligger en folkets park- anläggning.  Mellanstadieskolan (Kärrback skola) blev nedlagd hösten 2012. Tre kilometer söderut längs med riksväg 26 ligger Visnums kyrka, en spånklädd byggnad från 1700-talet. Vid orten ligger också Krontorp, en herrgård med huvudbyggnad i reveterat timmer från 1800-talet.

## Näringsliv
Största arbetsgivaren på orten är pappersbruket-med 230 anställda- som sedan 2007 är ägd av Nordic Paper AS. Tidigare ägaren Wermland Paper AB:s huvudägare är fortfarande delägare. Pappersbruket hette tidigare Bäckhammars Bruk AB. 

## Idrott
Ortens sportklubb heter Bäckhammars SK. De har 2 juniorlag men har inte haft representation på seniornivå sedan 2019 då herrlaget kom sist i Division 6 Värmland Östra.